# Colfax (Wisconsin)
Colfax és una població dels Estats Units a l'estat de Wisconsin. Segons el cens del 2000 tenia 1.136 habitants.

## Demografia
Segons el cens del 2000, Colfax tenia 1.136 habitants, 467 habitatges, i 294 famílies. La densitat de població era de 315,5 habitants per km².
Dels 467 habitatges en un 30,8% hi vivien nens de menys de 18 anys, en un 51,2% hi vivien parelles casades, en un 9,4% dones solteres, i en un 37% no eren unitats familiars. En el 32,8% dels habitatges hi vivien persones soles el 18,2% de les quals corresponia a persones de 65 anys o més que vivien soles. El nombre mitjà de persones vivint en cada habitatge era de 2,31 i el nombre mitjà de persones que vivien en cada família era de 2,92.
Per edats la població es repartia de la següent manera: un 24,2% tenia menys de 18 anys, un 6,3% entre 18 i 24, un 25,6% entre 25 i 44, un 20,6% de 45 a 60 i un 23,2% 65 anys o més.
L'edat mediana era de 40 anys. Per cada 100 dones de 18 o més anys hi havia 85,2 homes.
La renda mediana per habitatge era de 31.118 $ i la renda mediana per família de 40.673 $. Els homes tenien una renda mediana de 30.833 $ mentre que les dones 21.741 $. La renda per capita de la població era de 15.040 $. Aproximadament el 2,7% de les famílies i el 5,4% de la població estaven per davall del llindar de pobresa.

## Poblacions més properes
El següent diagrama mostra les poblacions més properes.